# FC Kuressaare
El FC Kuressaare es un club de fútbol con sede en Kuressaare, Saaremaa, Estonia. Juega en la Meistriliiga, máxima categoría nacional.

## Historia
El FC Kuressaare fue fundado el 14 de marzo de 1997 como equipo representativo de la isla de Saaremaa, sobre las bases de un antiguo equipo juvenil. Su primer presidente y entrenador fue Aivar Pohlak, exfutbolista y uno de los creadores del Flora Tallin, quien usó la nueva entidad como un club de desarrollo. En tan solo dos años Kuressaare pasó de la categoría regional a la Meistriliiga, la máxima división estona.
Dentro del fútbol estonio, el FC Kuressaare ha sido considerado un «equipo ascensor» por su errática trayectoria entre la Meistriliiga y la Esiliiga. Desde 2008 hasta 2013 hubo cinco años de estabilidad en la élite, pero después del último descenso sufrió problemas económicos y tuvo que refundarse. Con una plantilla compuesta por jugadores de la provincia y numerosos cedidos del Flora Tallin, el Kuressaare regresó a Primera División en 2018.

## Palmarés
- Esiliiga (1):  1999